# Kubakråka
Kubakråka (Corvus nasicus) är en fågel i familjen kråkfåglar inom ordningen tättingar.

## Utseende och läte
Kubakråkan är en stor och svart kråka. Liknande kubapalmkråkan har mycket kortare näbb med mer befjädring ovanpå. Lätena skiljer sig också, där kubakråkan beskrivs som ett ”whih waaa” med första tonen stigande och den andra fallande, medan kubapalmkråkans är rakt och hårt, ”raaah”. Kubakråkan har även en rad skriande och bubblande toner.

## Utbredning och systematik
Fågeln förekommer på Kuba, Isla de la Juventud och på Caicosöarna i södra Bahamas. Den behandlas som monotypisk, det vill säga att den inte delas in i några underarter.

## Levnadssätt
Kubakråkan är en social fågel som kan ses i flockar om upp till 50 fåglar. Den påträffas i öppet landskap som palmsavann och jordbruksmarker. Den ses även vid soptippar.

## Status
Arten har ett stort utbredningsområde och beståndet anses stabilt. Internationella naturvårdsunionen IUCN listar den därför som livskraftig (LC).